# Znamianka
Znamianka (en ukrainien : Знам'янка) est une ville de l'oblast de Kirovohrad, en Ukraine, le centre de la 
communauté urbaine du même nom, comprend une colonie de type urbain et quatre villages (population - 28 000 personnes). l'une des quatre villes d'importance régionale de la région de Kirovograd . Sa population s'élevait à 20 000 habitants en 2022.

## Géographie
Znamianka est située à 38 km au nord-est de Kropyvnytskyï.
Elle est reliée à Kiev par la route nationale H01. À la périphérie de la ville se trouve une célèbre Forêt-Noire.

## Histoire
Znamianka naît autour d'une gare de chemin de fer, créée en 1869, lors de la construction de la ligne Ligne de chemin de fer Koursk-Kharkov-Sébastopol.

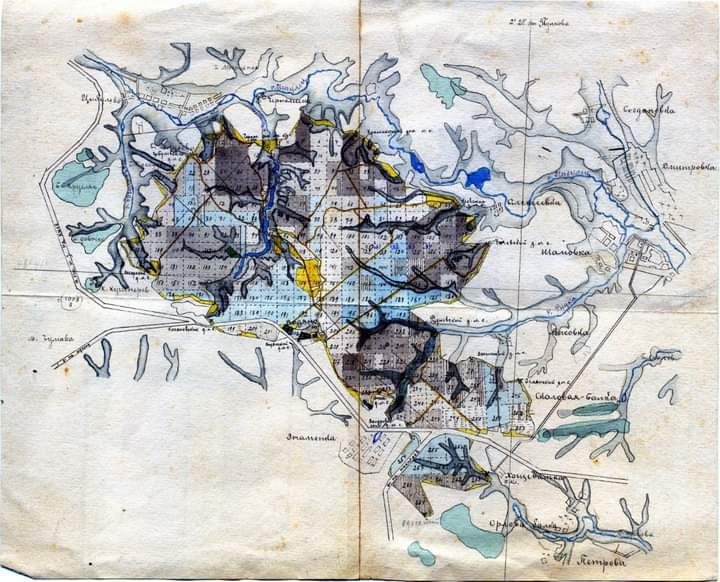
Znamianka, carte de la fin du XIXe siècle

La ville reçut le nom de la gare, qui était située à 3 km du village de Znamianka Druha en 1730 par des colons venus de Empire russe centrale — probablement d'un village de la région d'Orel. Il existe une autre version de l'origine du nom, selon laquelle pendant les guerres russo-turques, les Cosaques ukrainiens, qui étaient alors sous le protectorat de l'Empire russe, avant d'entrer dans une autre bataille avec les Turcs, cachèrent leur drapeau dans l'un des les prairies de la Forêt-Noire, puis ils sont morts. Selon cette version, le nom de la colonie est apparu en l'honneur du drapeau bien conservé (ukrainien: знамено, znameno).

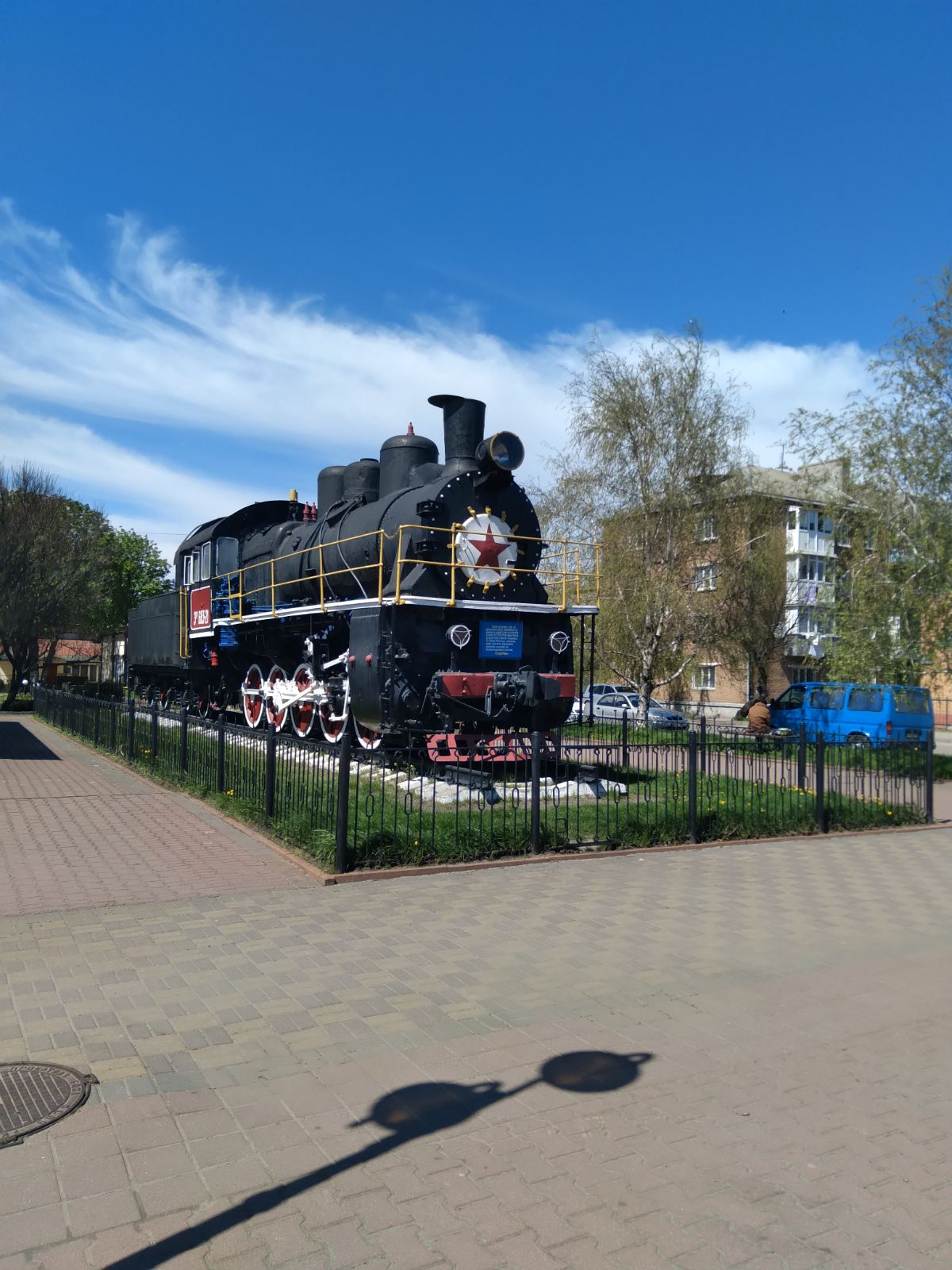
Monument de la locomotive à vapeur à Znamyanka

La voie ferrée entra en service en 1873 et la petite gare de Znamianka devint un carrefour ferroviaire dont le trafic en expansion entraîna l'essor de la ville.
En 1886, 143 personnes vivaient ici . Et en 1913 , 6 000 .
Pendant la guerre 

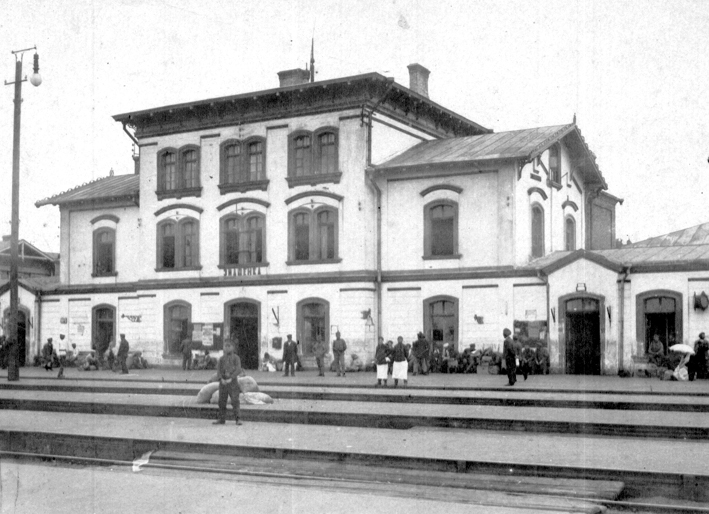
ancienne gare (1918)

Guerre d'indépendance ukrainienne et la Guerre soviéto-ukrainienne (1917-1922) la bannière était sous le contrôle de diverses formations anciennes : gouvernement provisoire, armée de la rada centrale ukrainienne, armée du Directoire d'Ukraine, armée d'occupation austro-allemande, armée insurgée de l'ataman Nikifor Grigoriev. En 1920, l'armée soviétique occupe Znamianka pour la troisième fois.

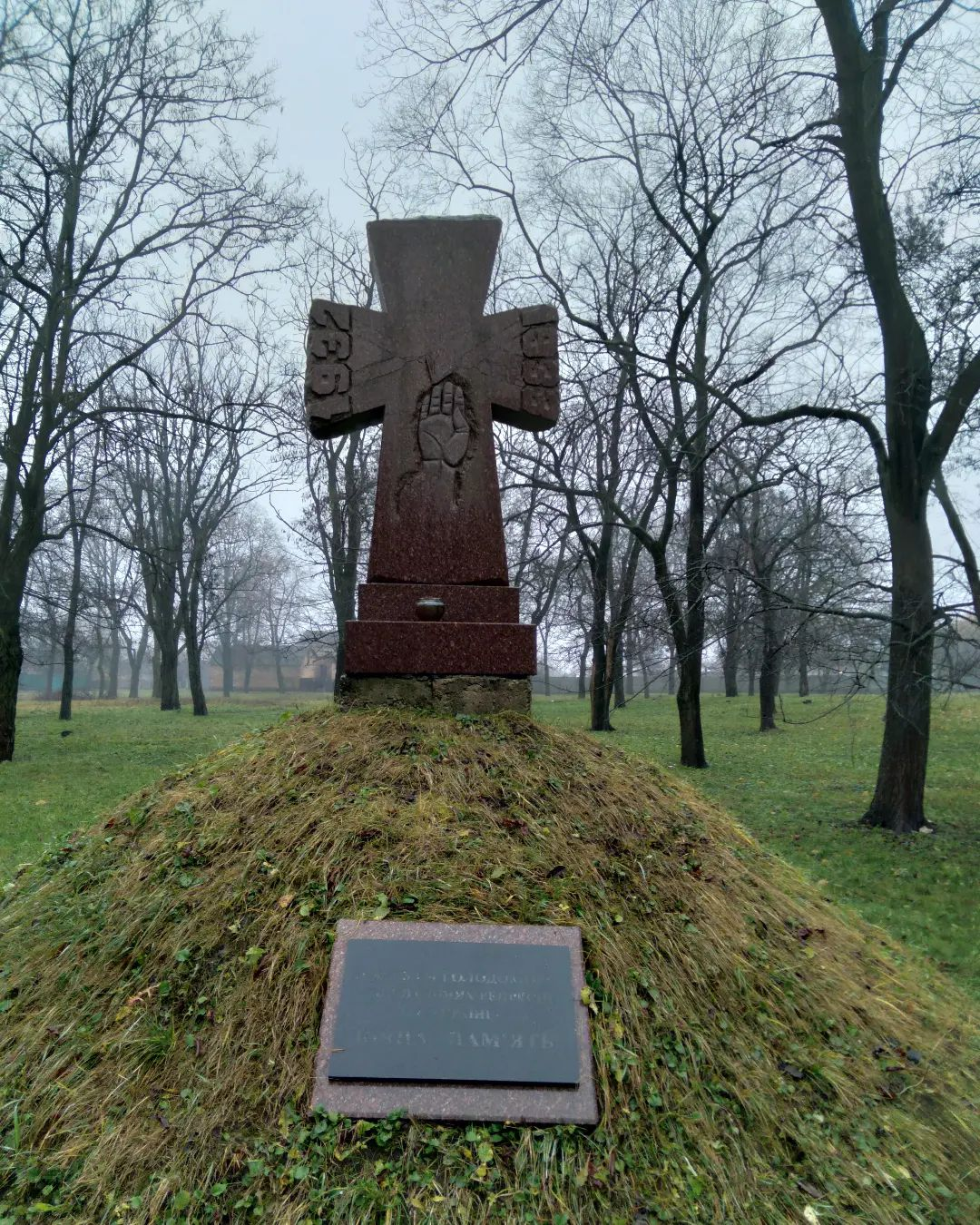
un monument aux victimes de l'Holodomor et des répressions politiques

Pendant l'Holodomor et les répressions soviétiques, au moins 891 habitants de la ville sont morts. Alexandre Osadchy (Олександр Осадчий, 29.05.1907 – 2.05.1981), héros de l'Union soviétique, est né ici. De décembre 1936 à août 1937, il participe à la guerre civile espagnole et, sous le nom de «Kazakov», il commande un escadron de chasseurs I-15. En Espagne, il a personnellement abattu cinq avions. Dans l’Ukraine moderne, il est reconnu comme un criminel de guerre. Après la guerre, il a vécu à Kyiv, où il est enterré,,.
En 1938 Znamenka accède au statut de ville en 1938. Elle comptait alors 14 600 habitants.
Pendant la Seconde Guerre mondiale, Znamianka a été occupée par les nazis du 5 août 1941 au 9 décembre 1943. Dans la ville, les nazis ont tué 753 civils, torturé 188 personnes et déporté de force 1 121 personnes vers l'Allemagne. Il y avait un fort mouvement partisan dans la forêt locale, la biographie d'une résidente locale Lukia Stachenko (1879-1973), qui a aidé les partisans, est particulièrement vivante.

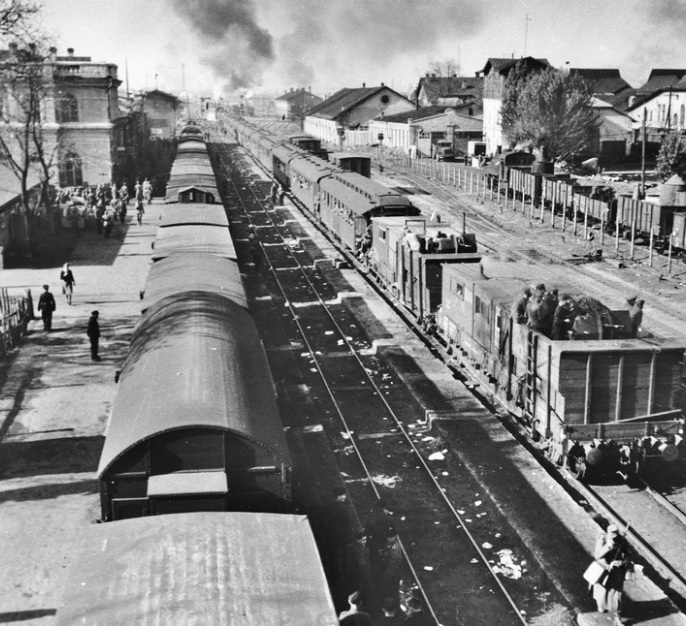
Trains allemands dans la ville (1942)

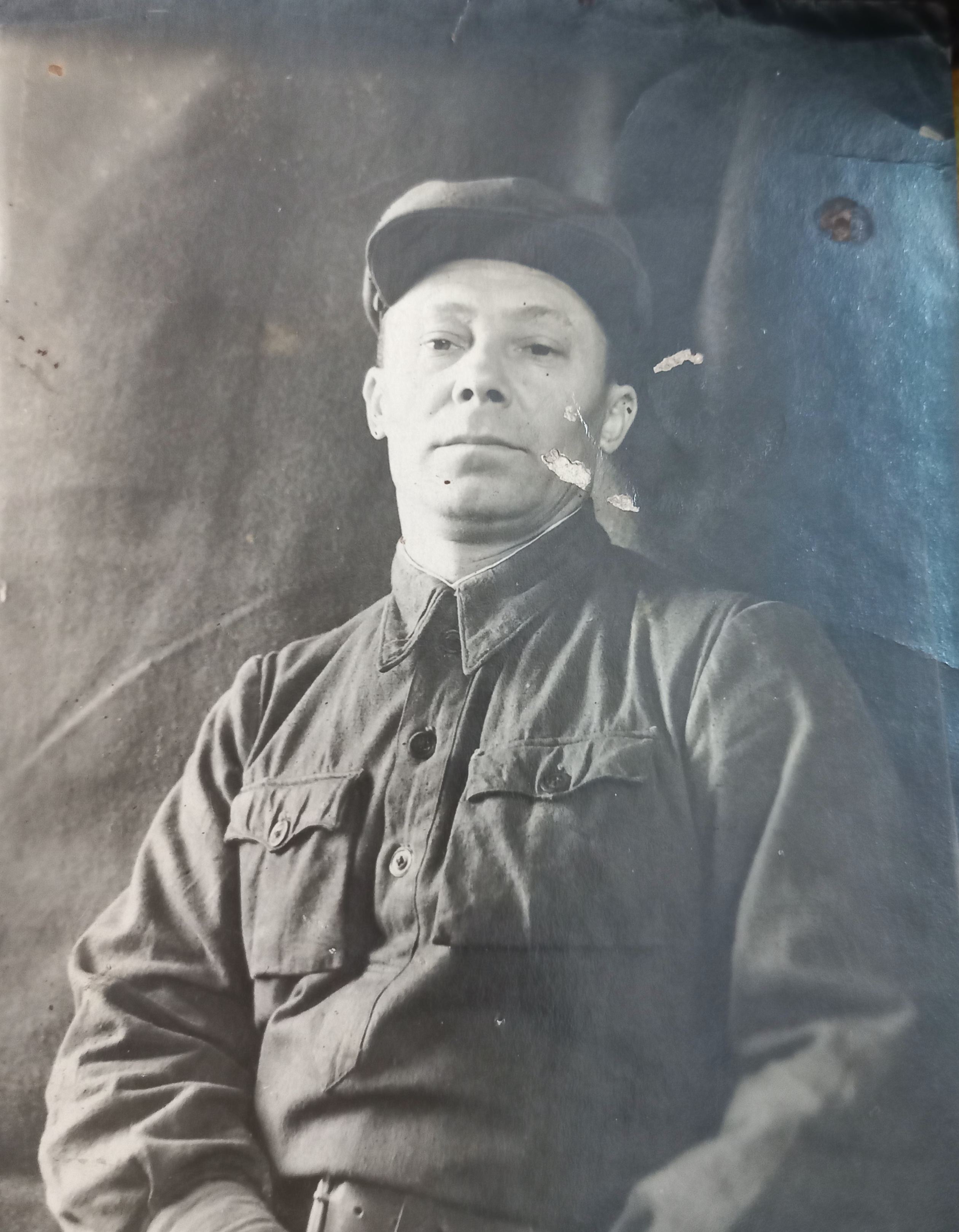
Panas Kravtsov, l'un des habitants réprimés

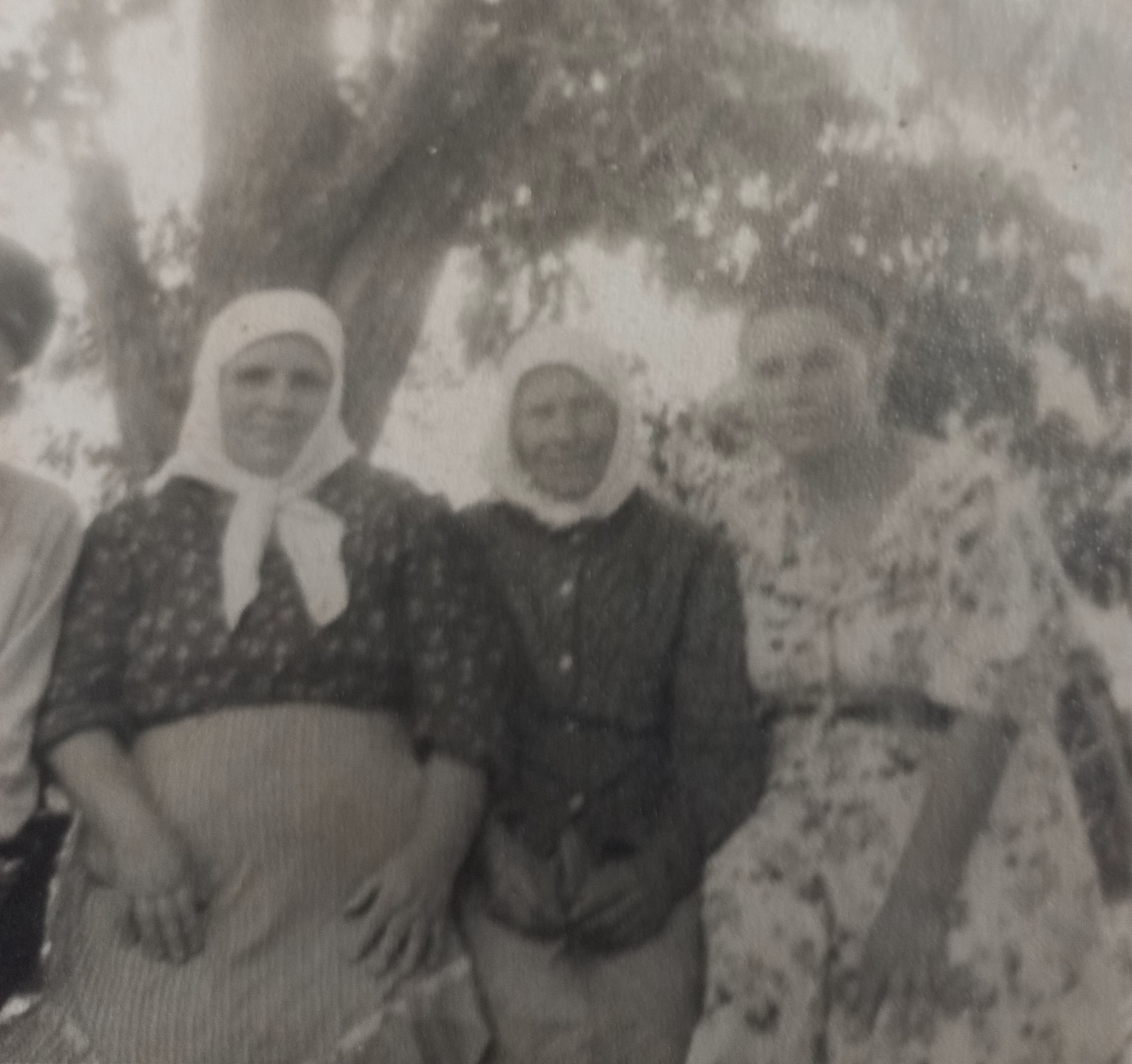
Lukia Stachenko, au centre, avec sa famille (1955)

Après la Seconde Guerre mondiale une nouvelle vague de répression a éclater, cette fois contre les anciens combattants. Un exemple frappant est l'histoire de Panas Kravtsov, un participant local aux Guerre d'Hiver et à la Seconde Guerre mondiale, qui a été capturé à deux reprises par les Allemands et, après la guerre, séparé de sa famille et emmené au Kamtchatka.
Une nouvelle gare ferroviaire fut construite en 1952, en 1959, sur le site de la fosse commune, le premier monument de la ville aux victimes locales de la Seconde Guerre mondiale, en forme de soldat courbé, a été érigé, et dans les années 1960, des immeubles résidentiels de cinq étages ont été construits.
En 1968, en l'honneur du 25e anniversaire de la fin de la Seconde Guerre mondiale, un Obélisque de la Gloire de 14 mètres a été érigé dans centre de la ville à la mémoire des citoyens tombés au combat, et devant ce monument, en 1977, le Palais municipal de la culture a été inauguré. Et dans les années 1980, des immeubles résidentiels de neuf étages ont été construits. En janvier 1989, la population était de 33 828 personnes.

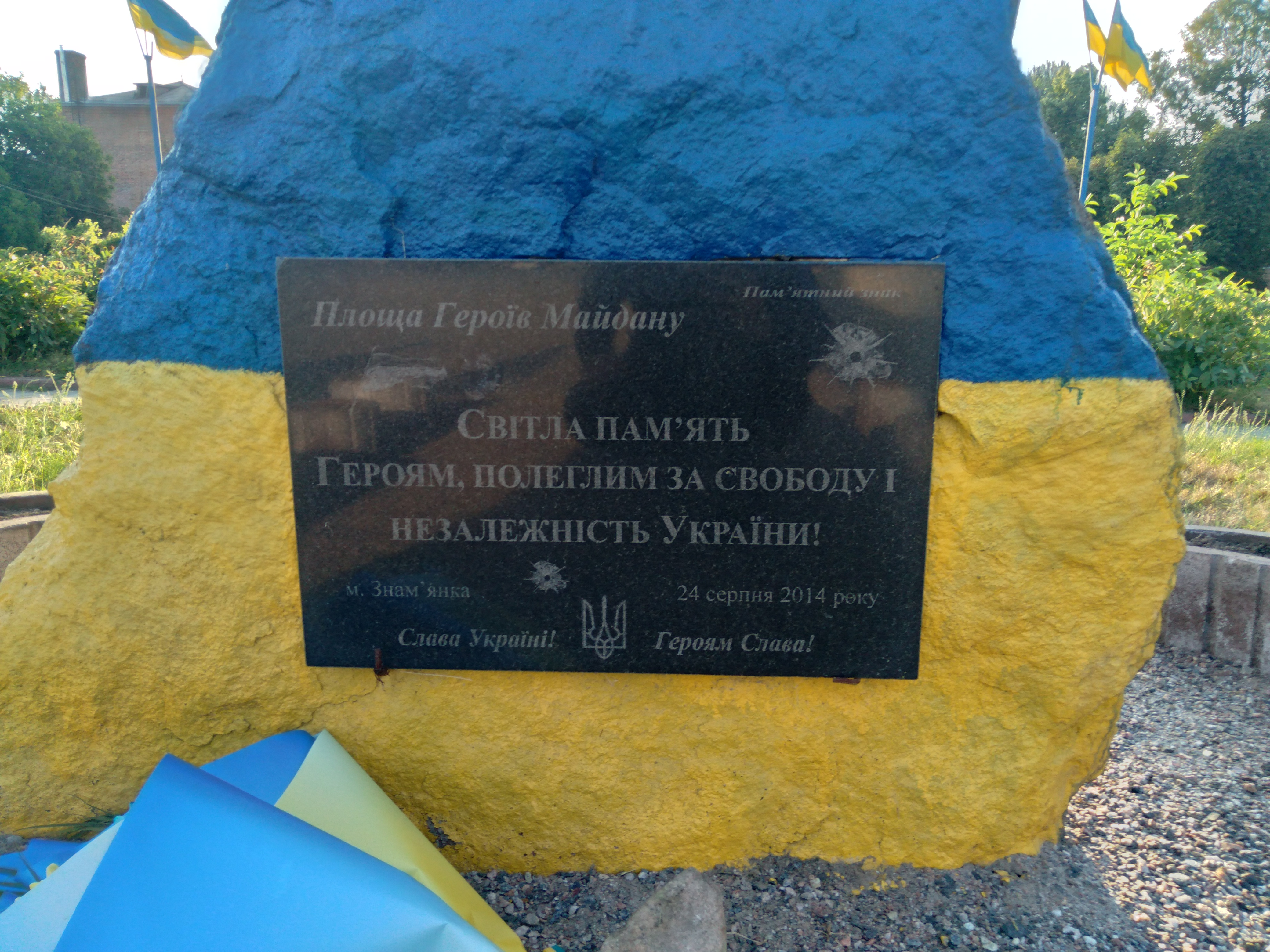
un monument aux événements de Euromaidan

Pendant la période de Guerre du Donbass (2014-2021) près de 1 000 citoyens de Znamianka ont pris part aux opérations de combat. 12 morts, une rue centrale de la ville porte le nom de l'un d'eux (d'Victor Holyi)
En 2020, Znamianka est devenue le centre de la communauté territoriale urbaine, qui comprenait 1 ville, une agglomération de type urbain - 
Znamianka Drouha et 4 villages : Petrove, Vodyane, Sokilnyky et Novooleksandrivka.
Lors de Invasion de l'Ukraine par la Russie Znamianka est devenue un refuge pour plusieurs milliers de réfugiés du sud-est de l'État.
En 2023-2024, plusieurs des plus grands scandales de corruption de l'oblast de Kirovohrad ont eu lieu dans la ville, le plus bruyant étant lié à l'aménagement d'une place dans le centre-ville pour 10 millions de hryvnias, et à la réparation de la rue Soborna, qui a coûté 40 millions de hryvnias. de l'aide étrangère, tandis que les autorités locales ont appelé les citoyens aux dons aux forces armées,.

## Population
Recensements (*) ou estimations de la population :
| 1923* | 1926* | 1939*  | 1959*  | 1970*  | 1979*  |
| ----- | ----- | ------ | ------ | ------ | ------ |
| 7 324 | 9 050 | 14 604 | 11 198 | 27 393 | 29 336 |

| 1989*  | 2001*  | 2010   | 2011   | 2012   | 2013   |
| ------ | ------ | ------ | ------ | ------ | ------ |
| 33 828 | 29 412 | 25 073 | 24 703 | 24 255 | 24 601 |

## Galerie

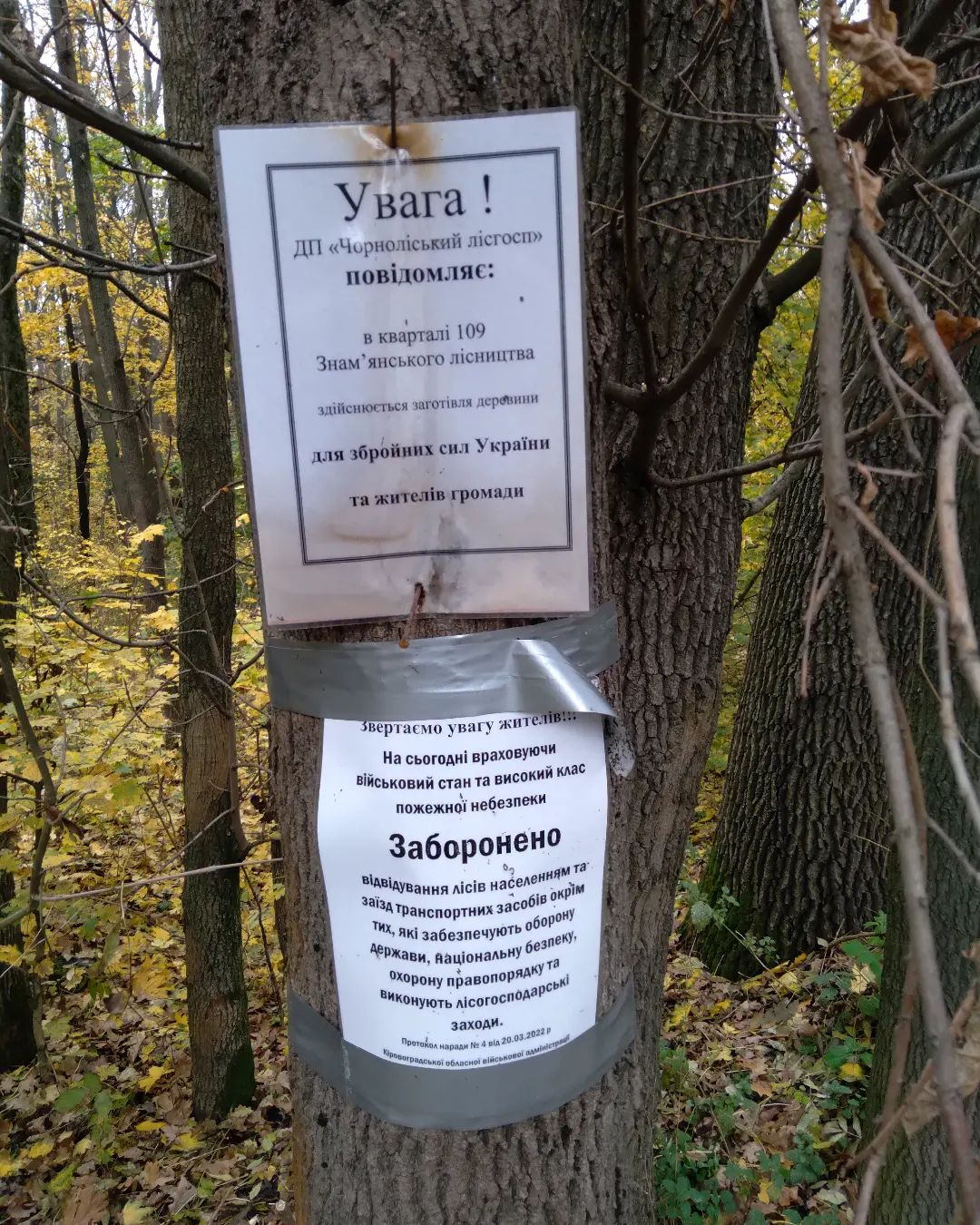
informant de l'interdiction faite aux civils de se rendre dans la forêt pendant la loi martiale, 2022
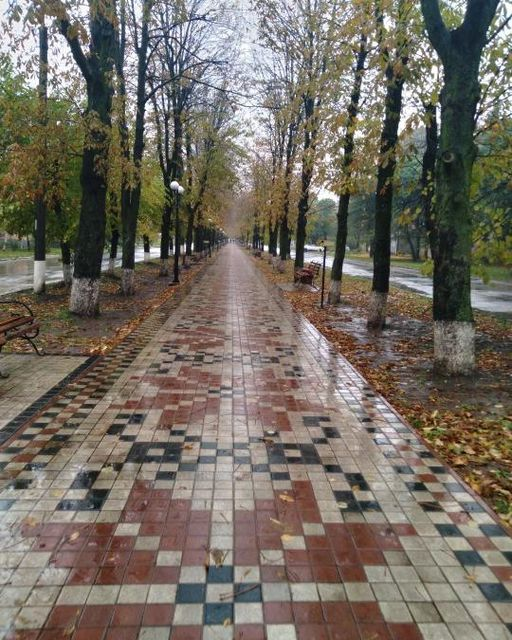
ruelle devant la gare
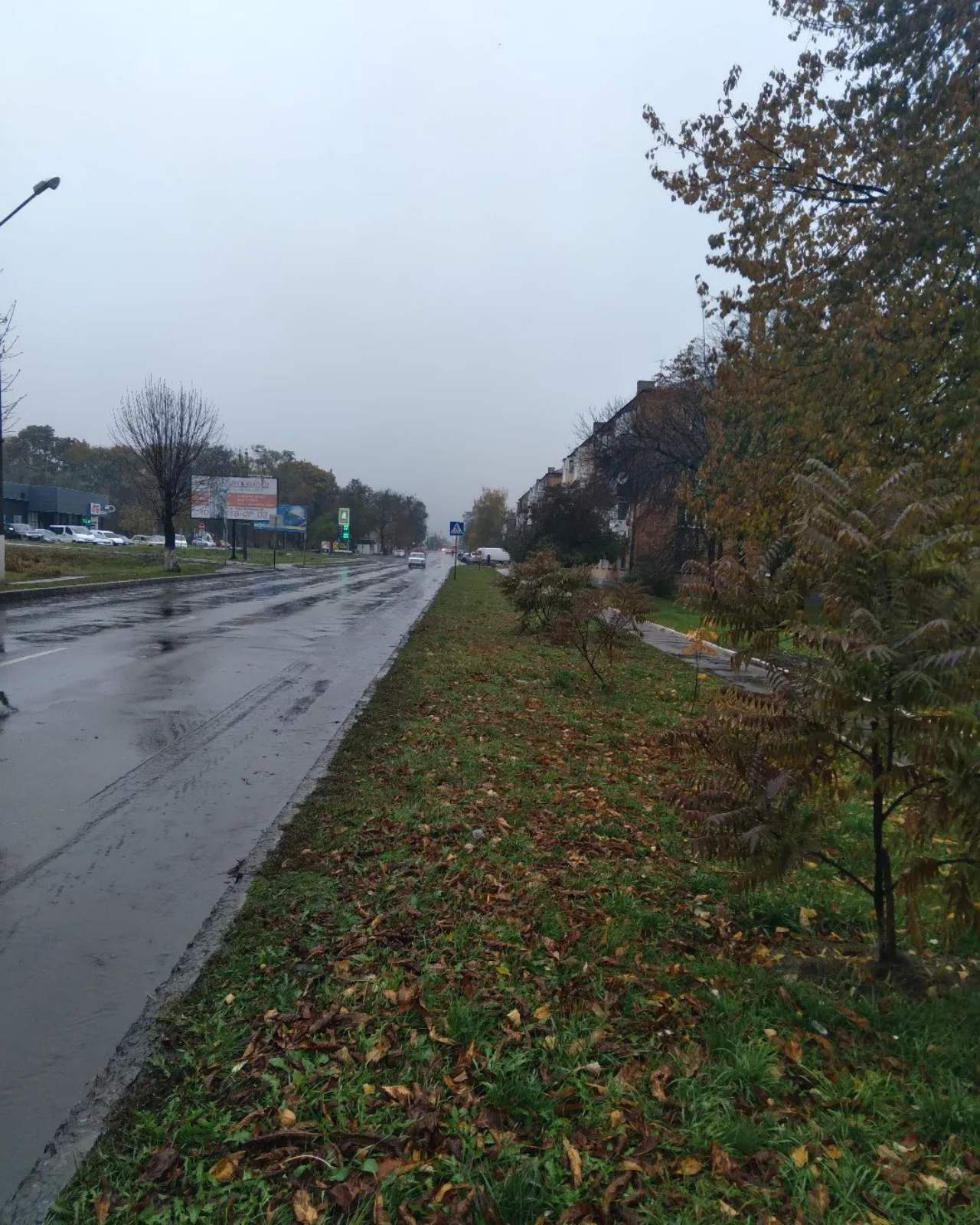
rue centrale
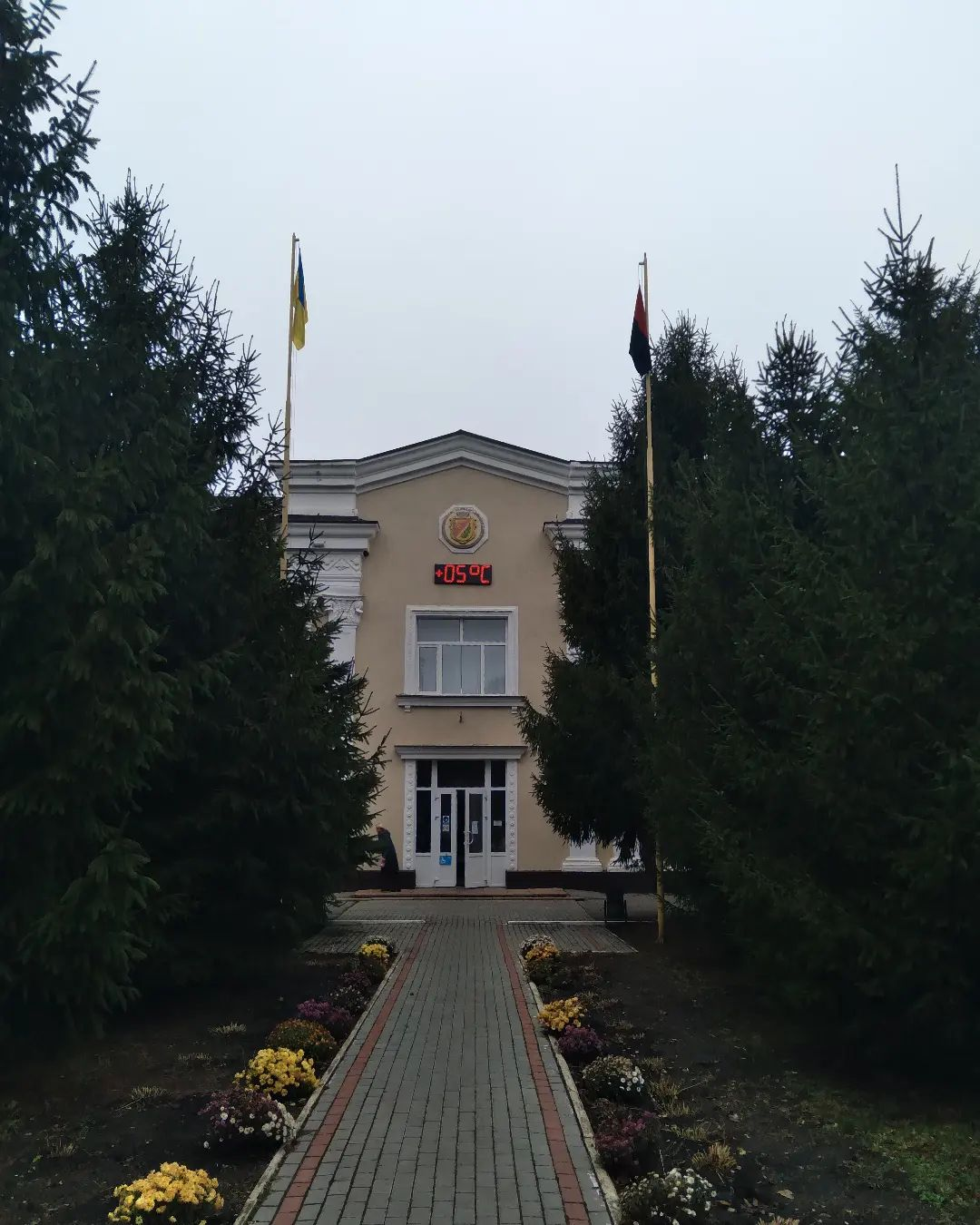
Conseil municipal
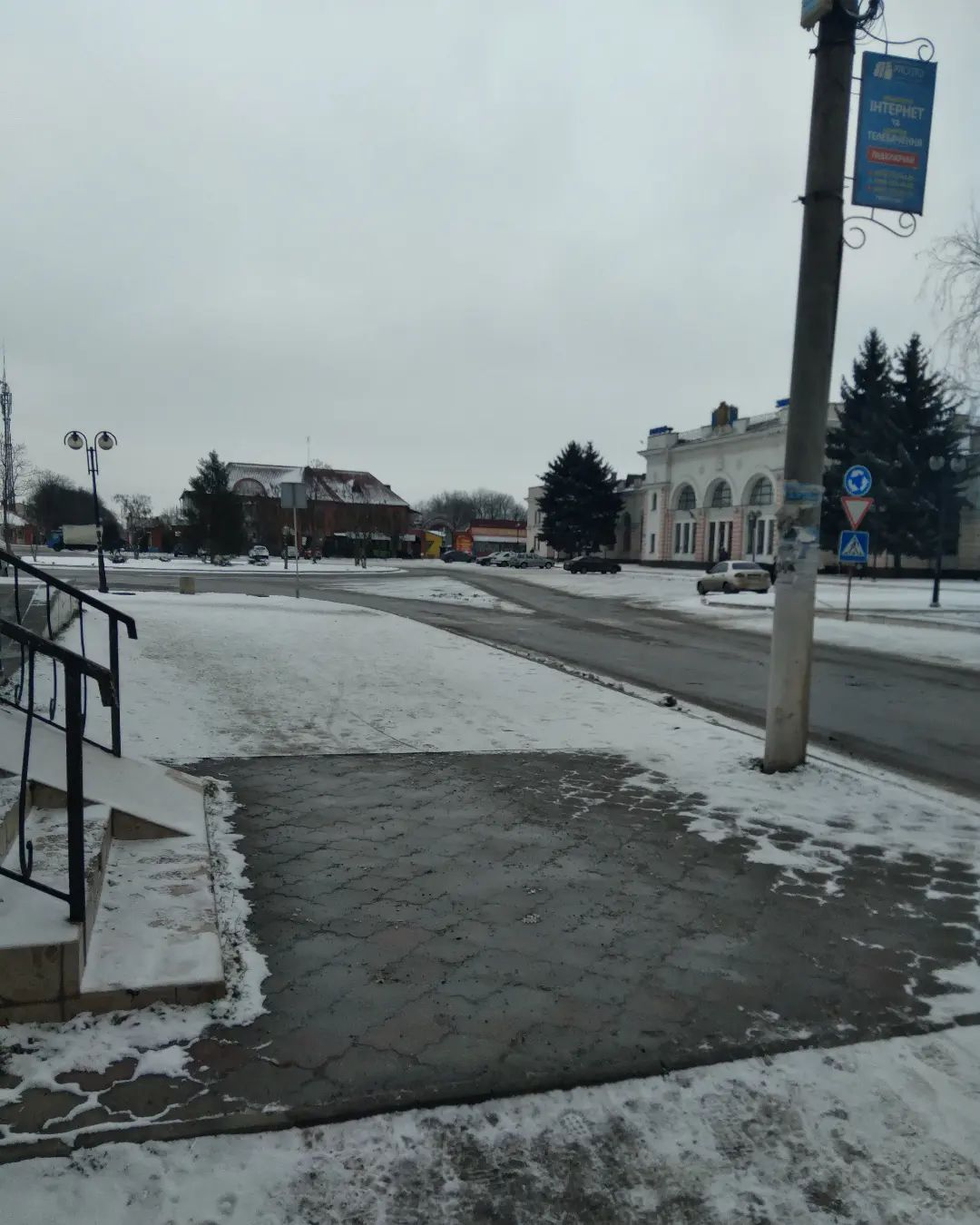
le parvis de la gare
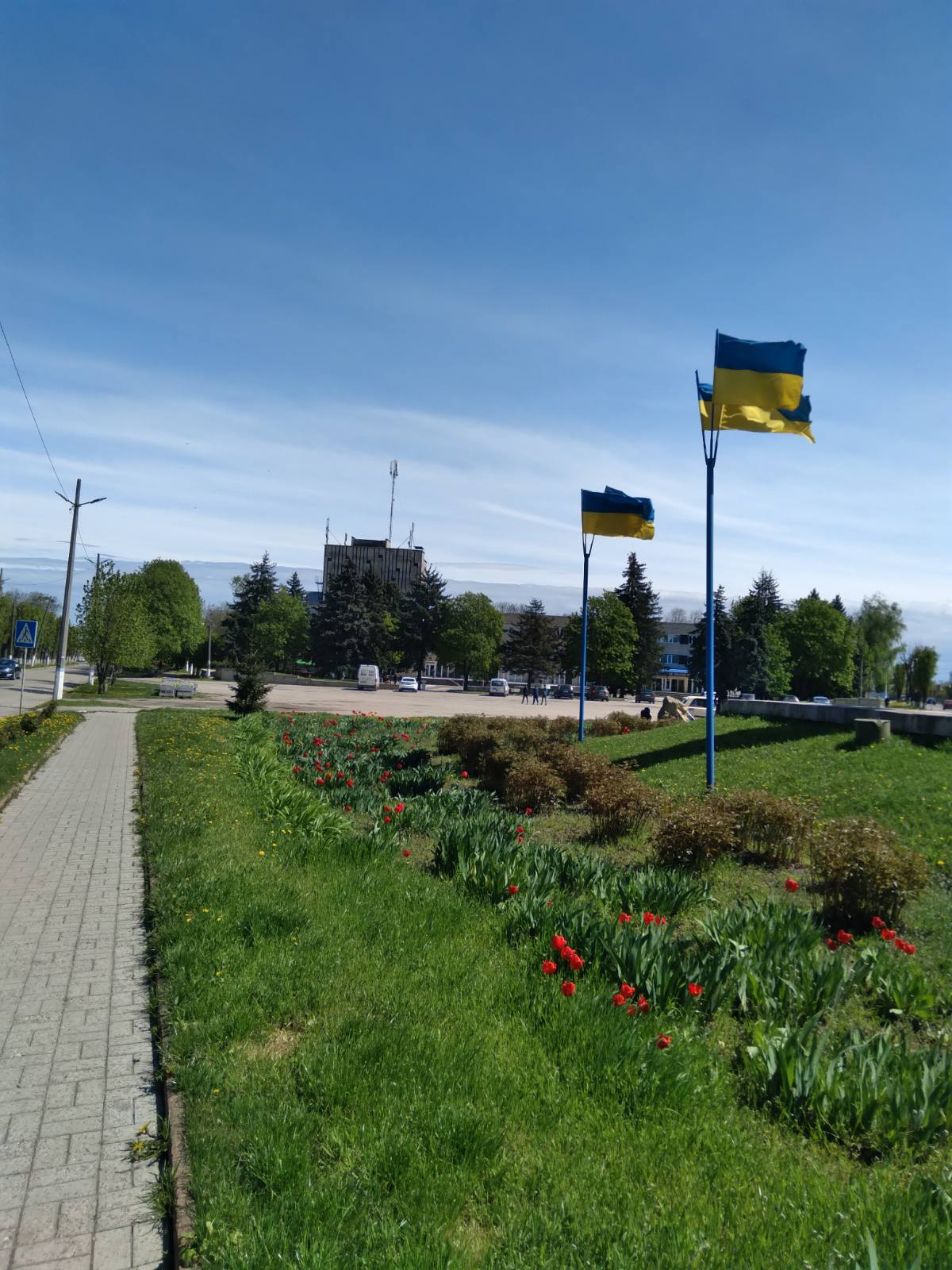
City Palace de la Culture
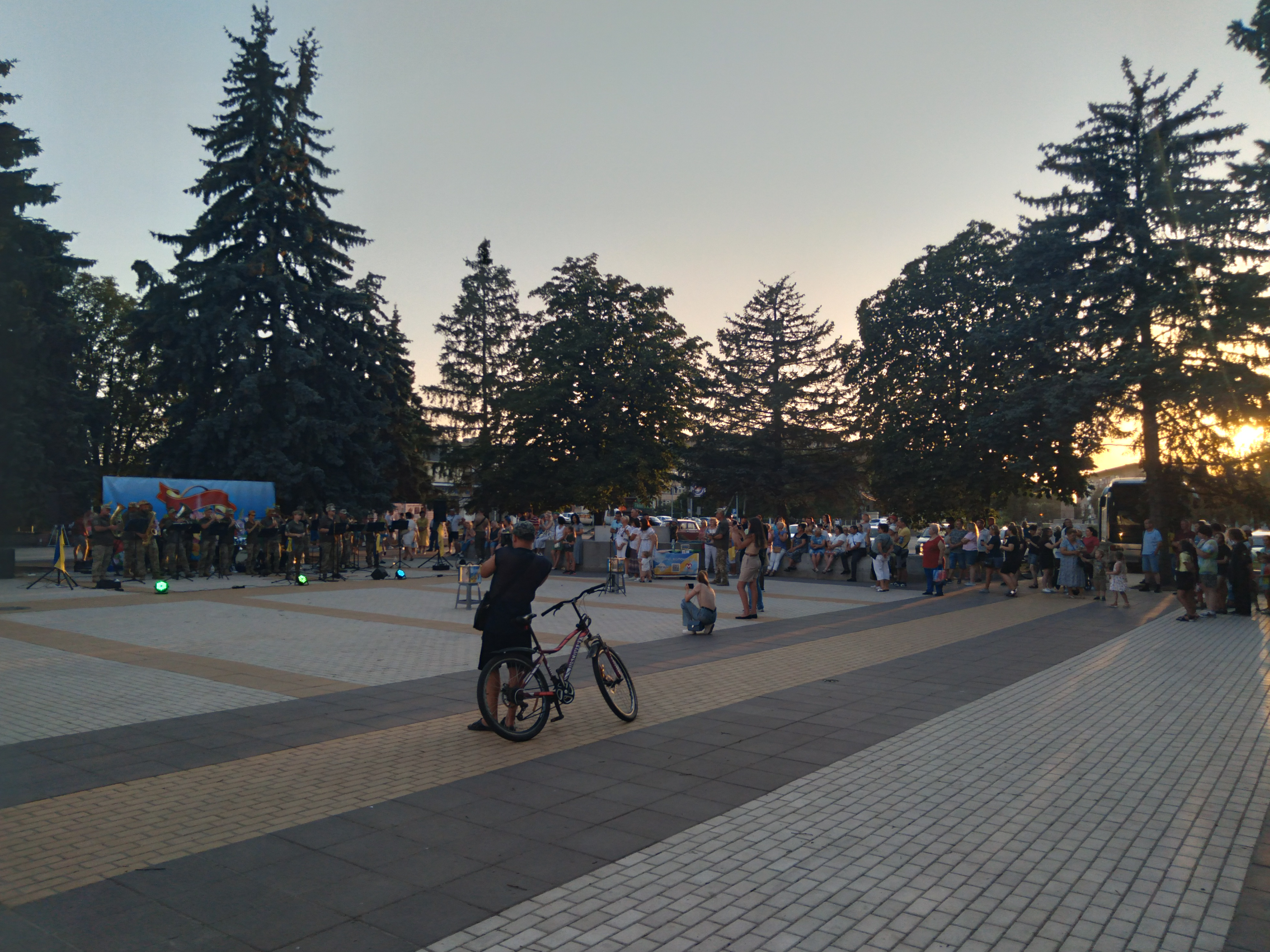
la fanfare militaire
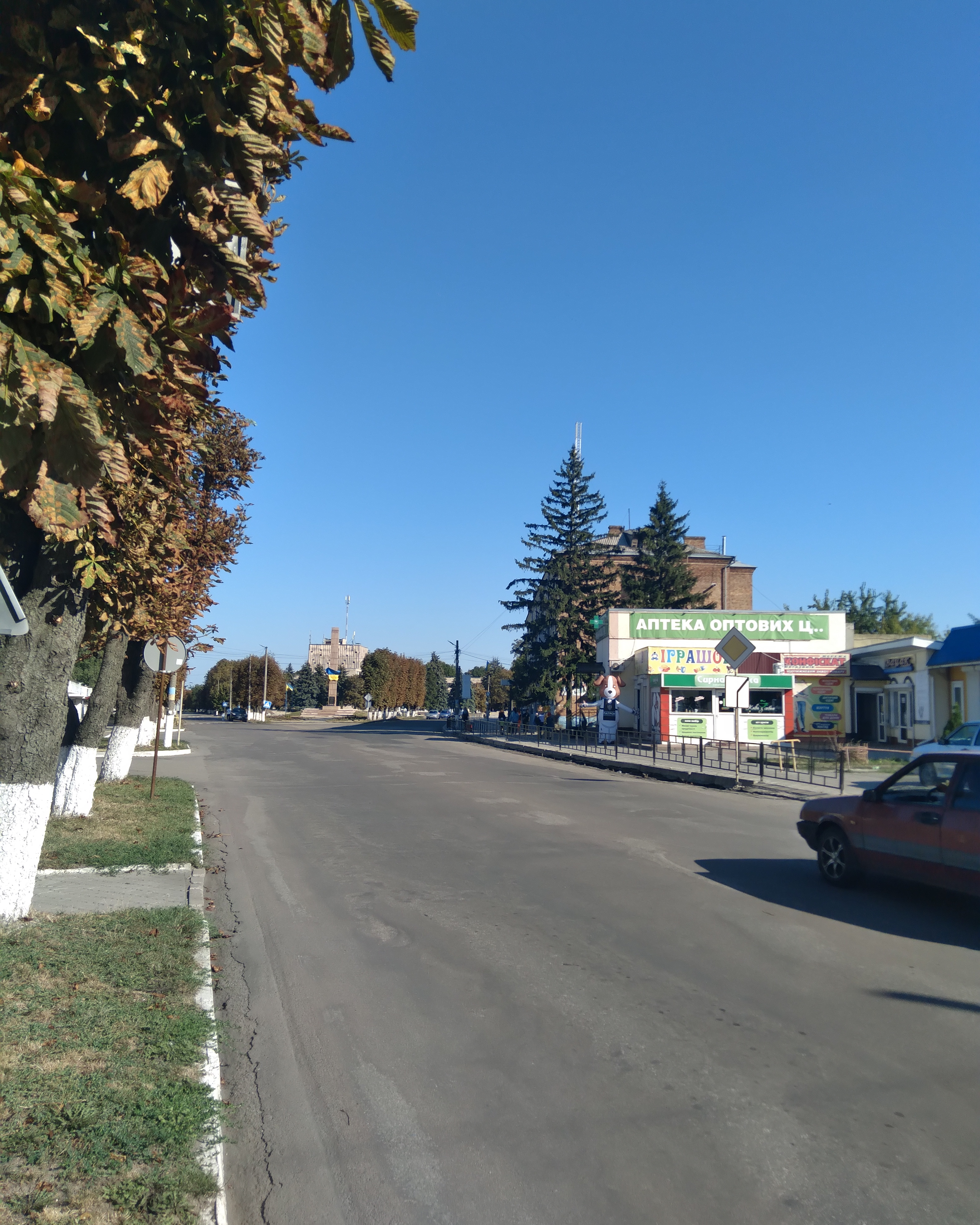
centre-ville
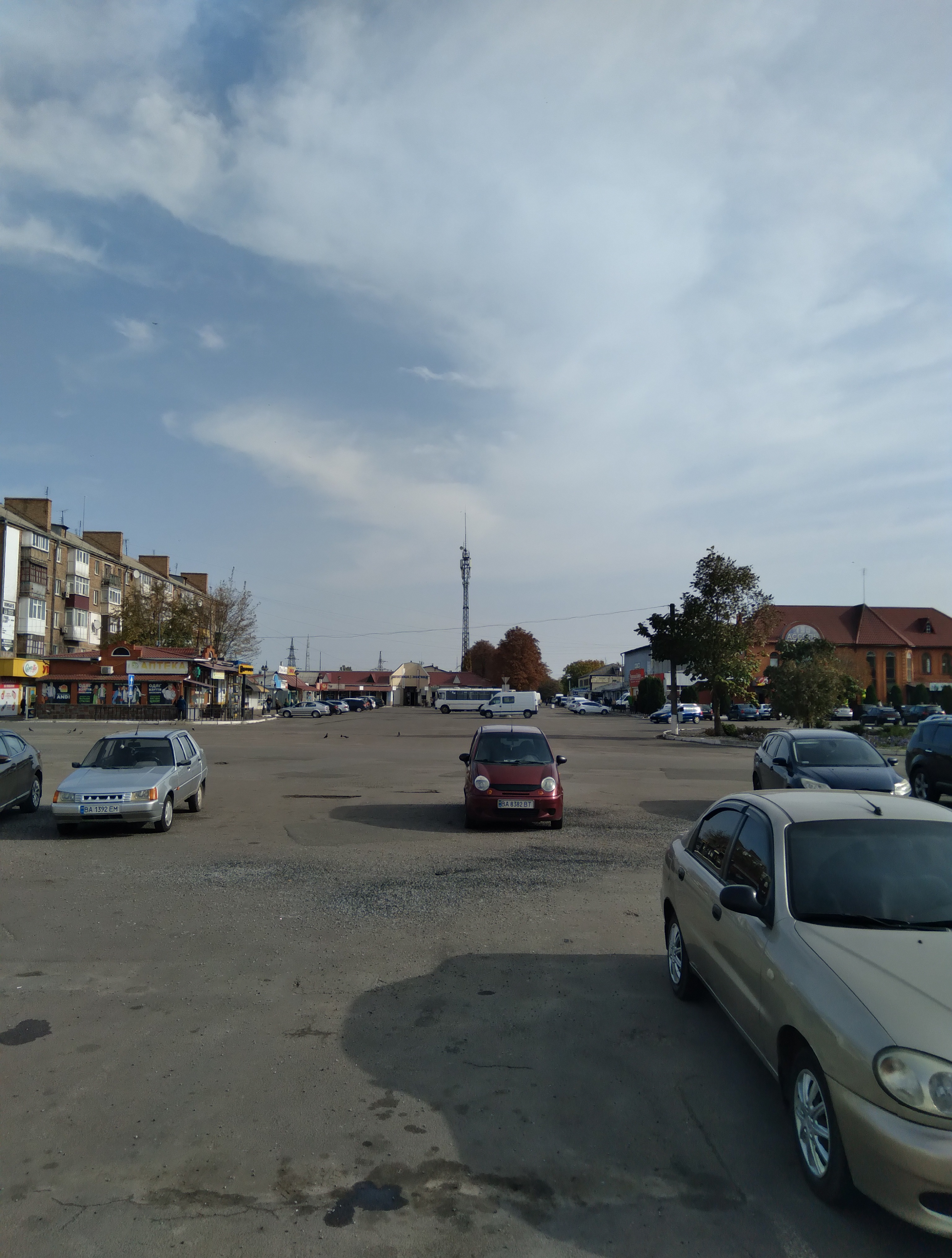
la place devant la gare
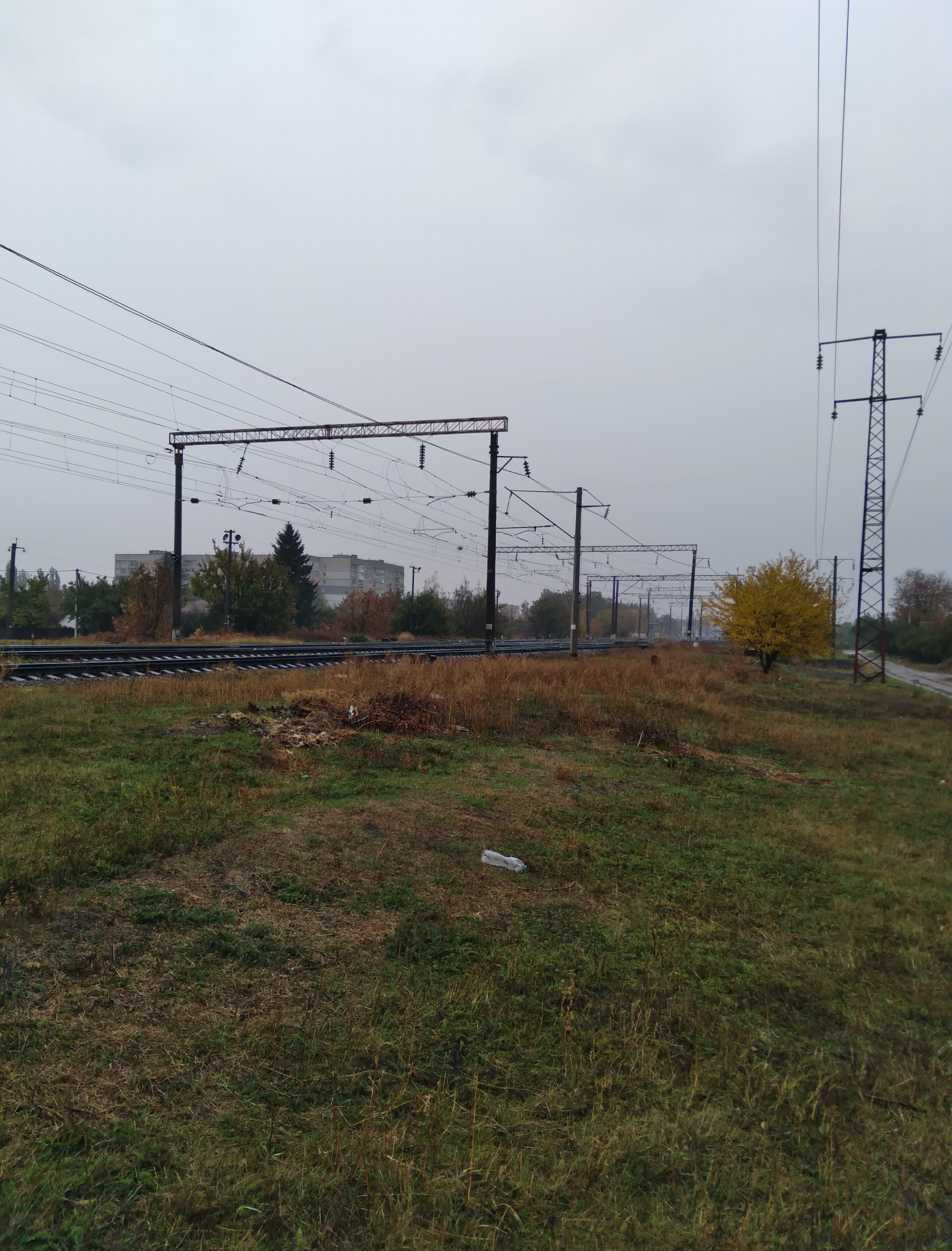
chemin de fer dans la ville
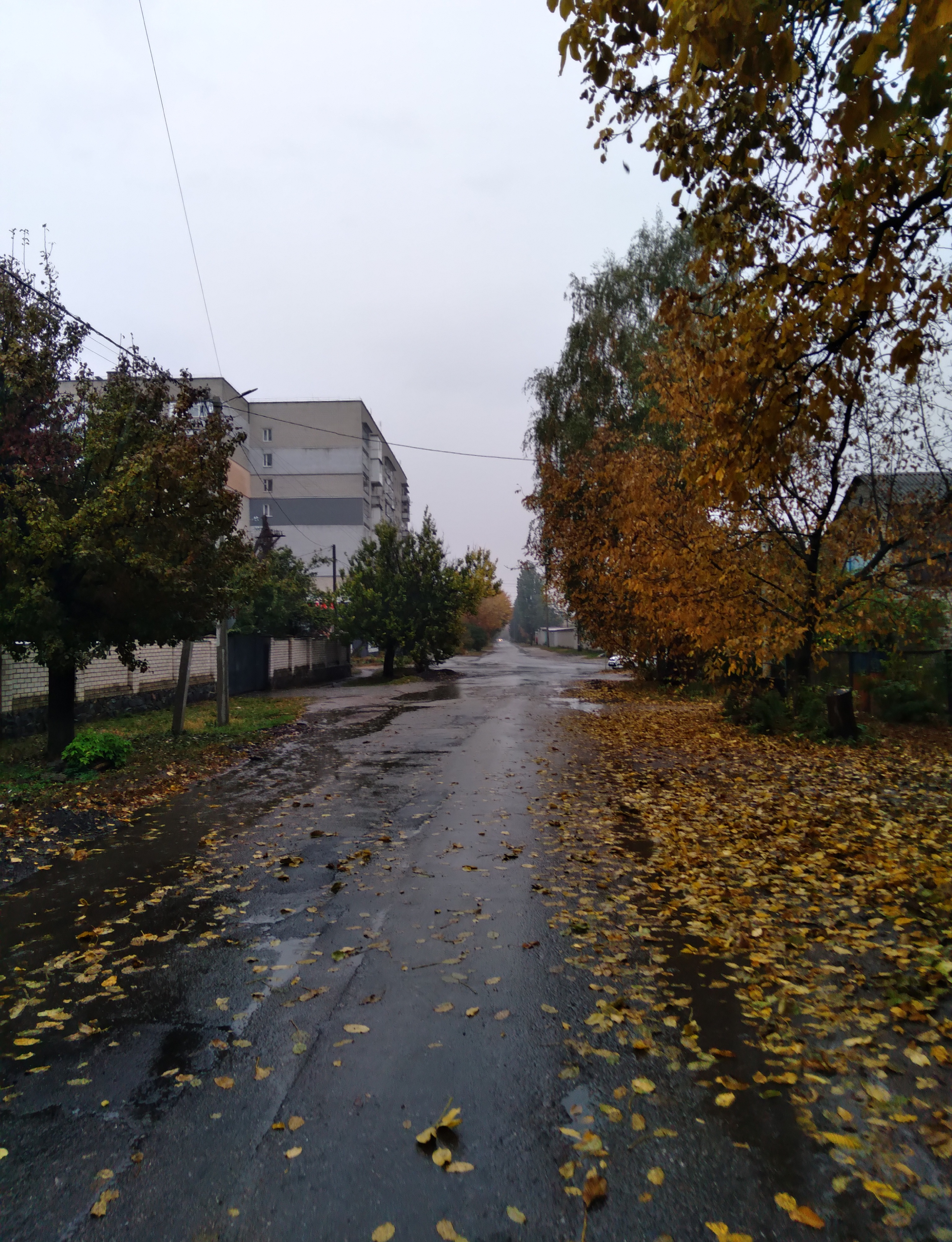
rue Kalynova
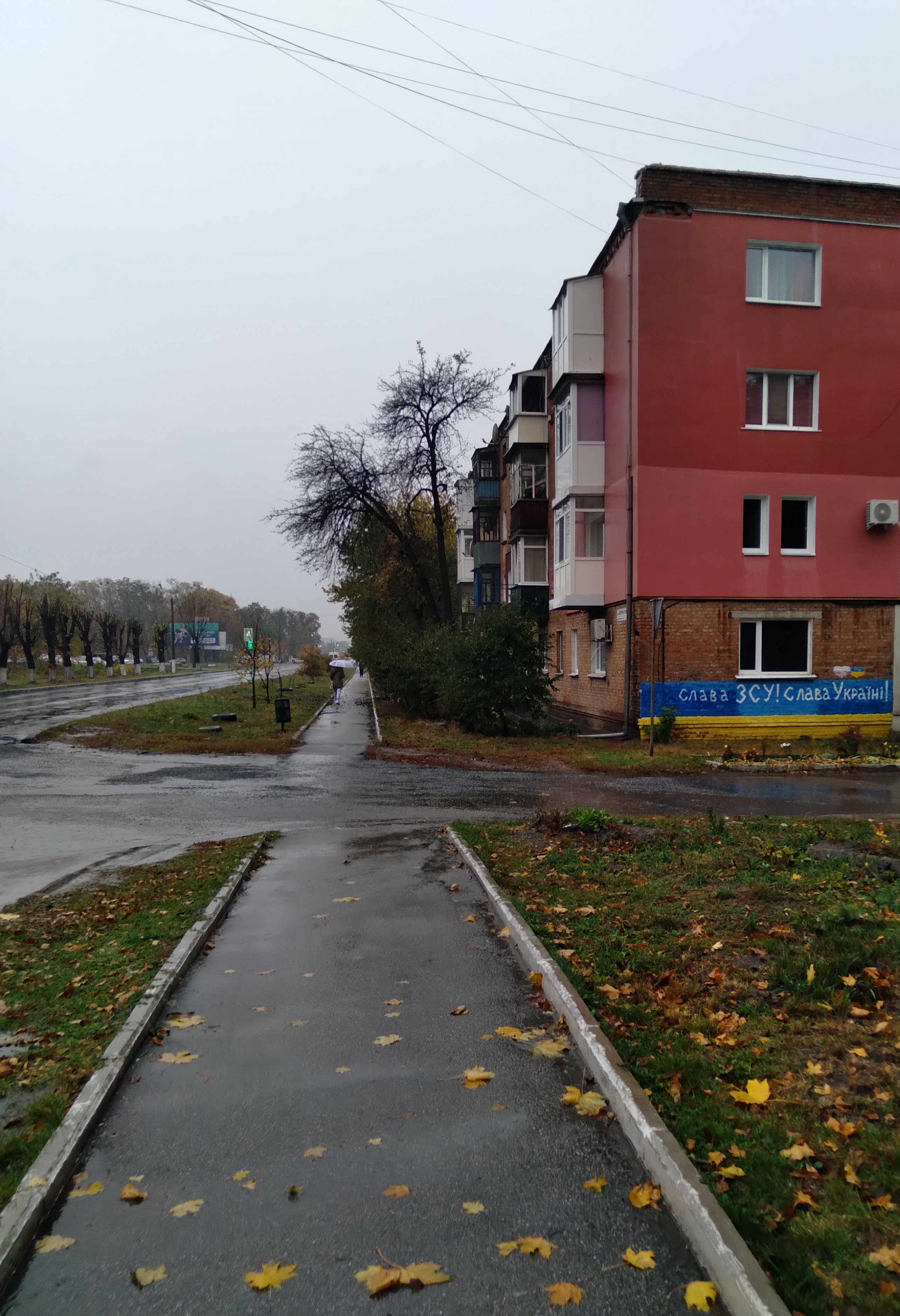
l'un des graffitis est dédié aux forces armées
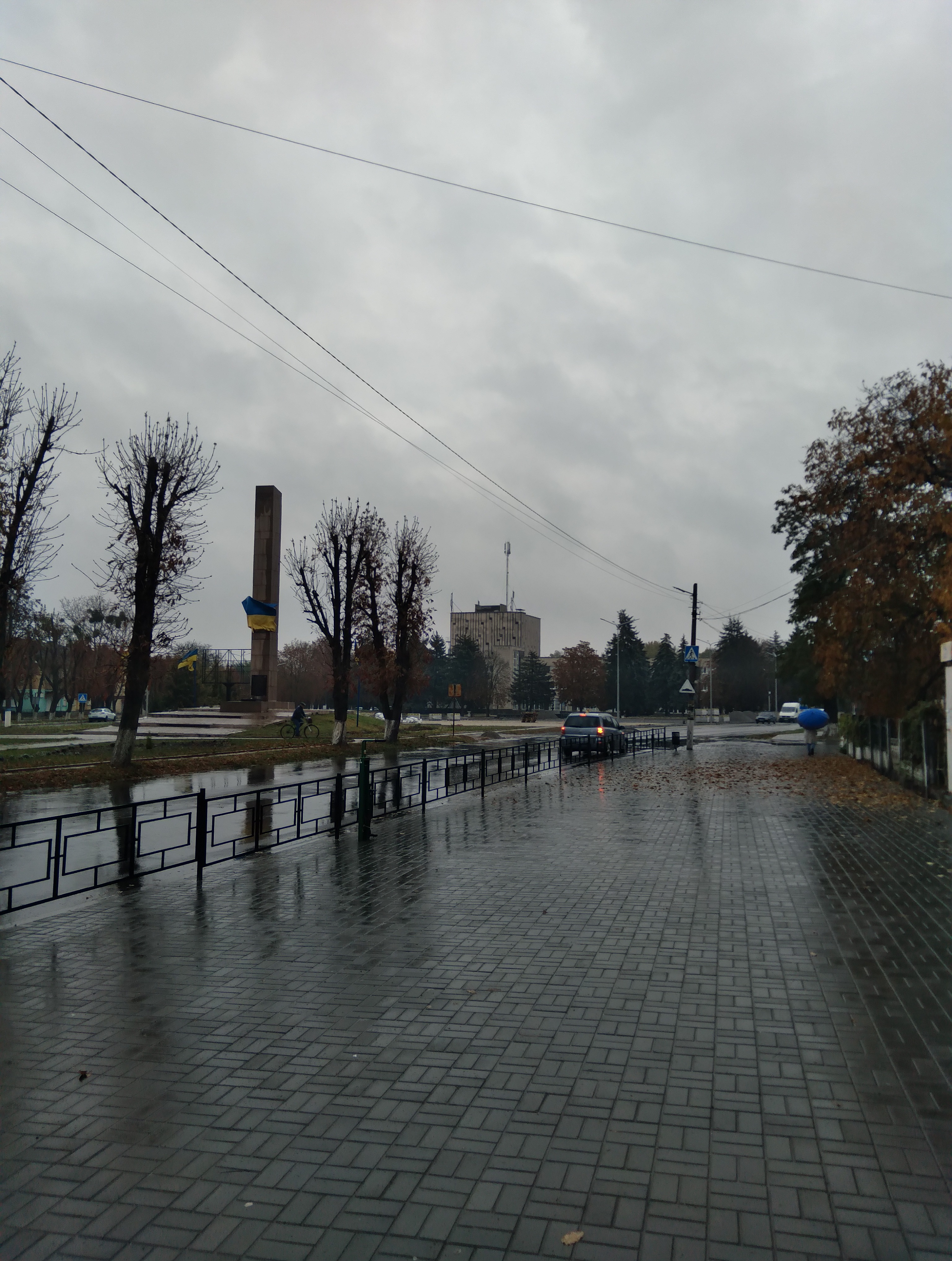
Obélisque de la Gloire
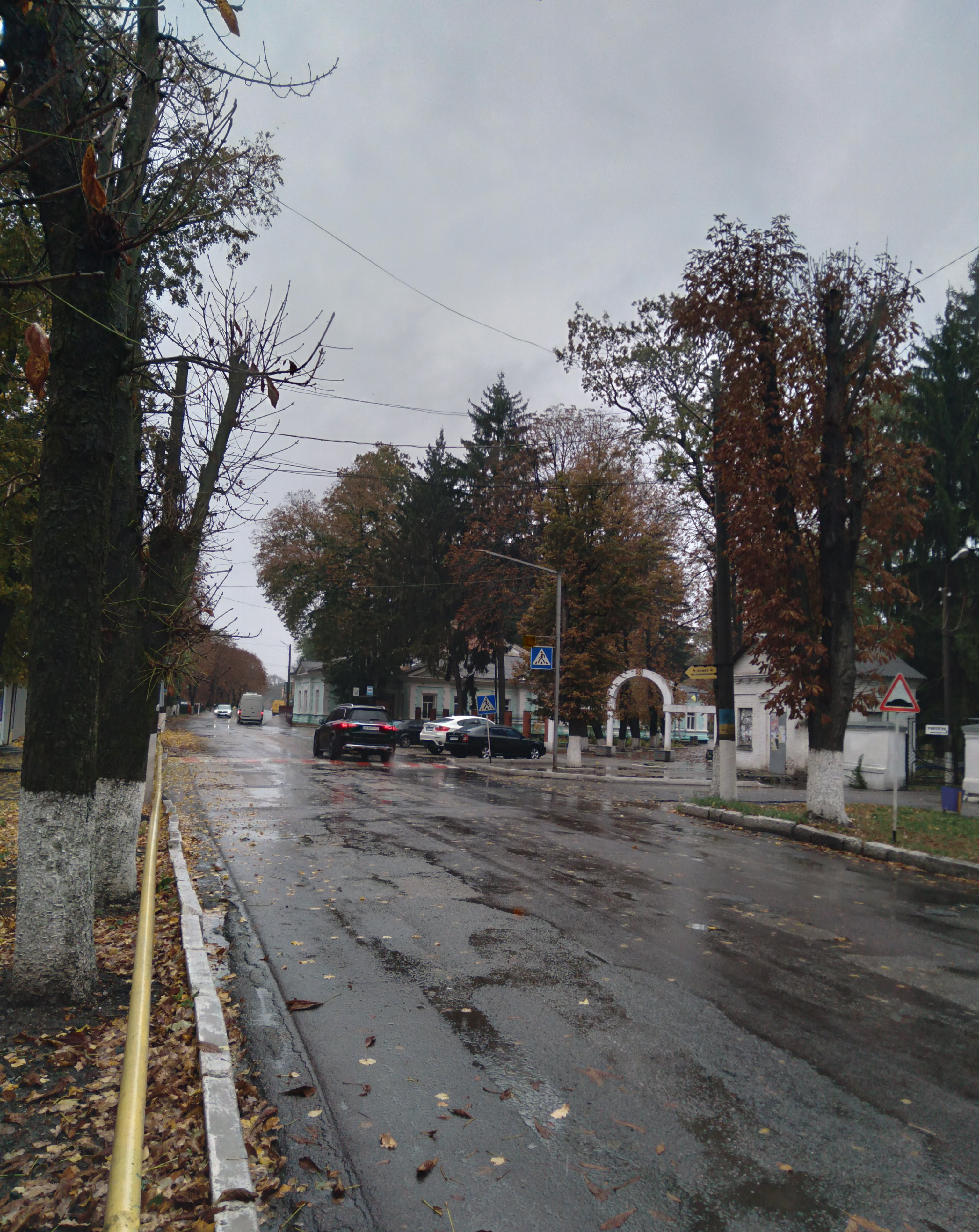
La maison de Mykola Lyssenko
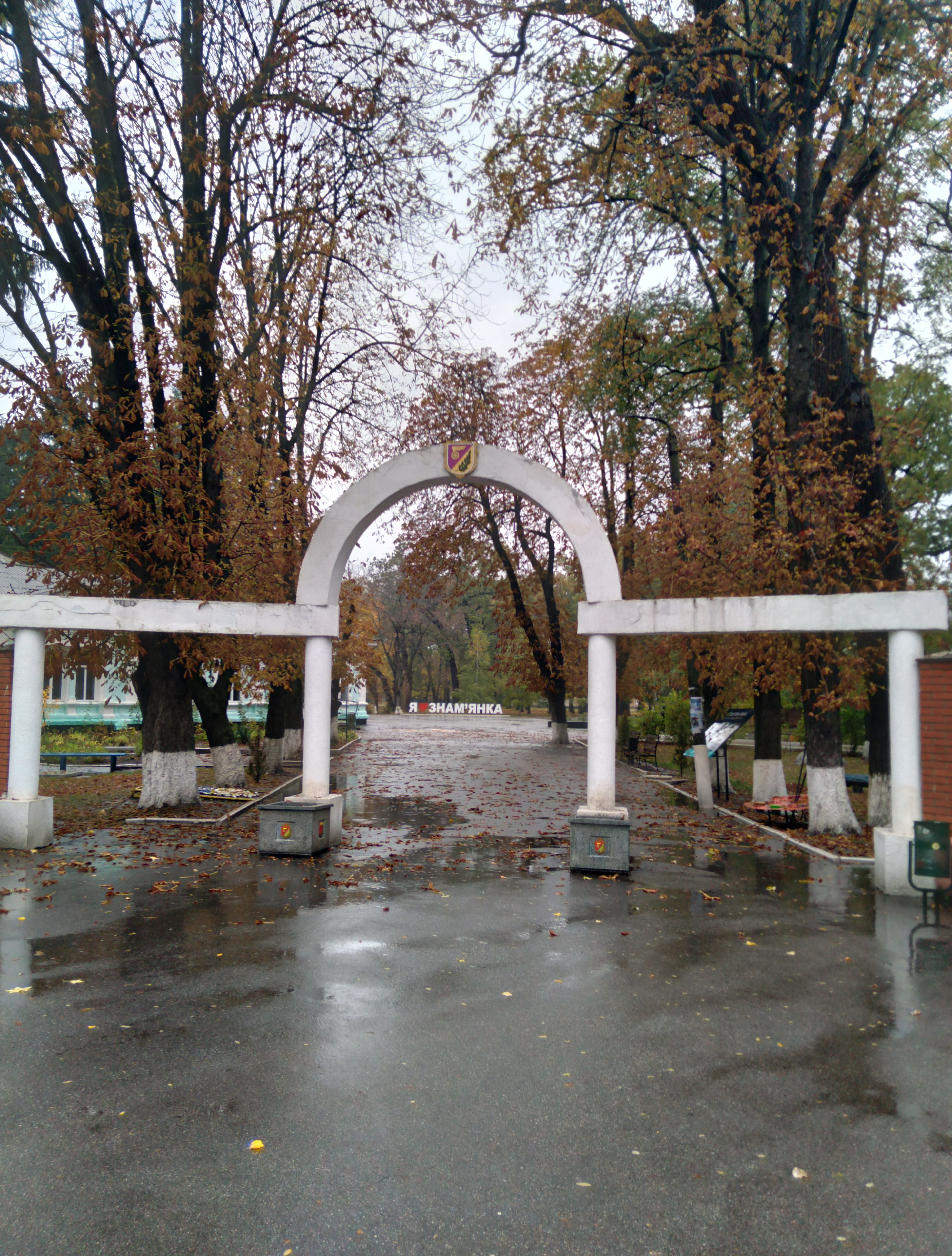
arche à l'entrée du parc de la ville
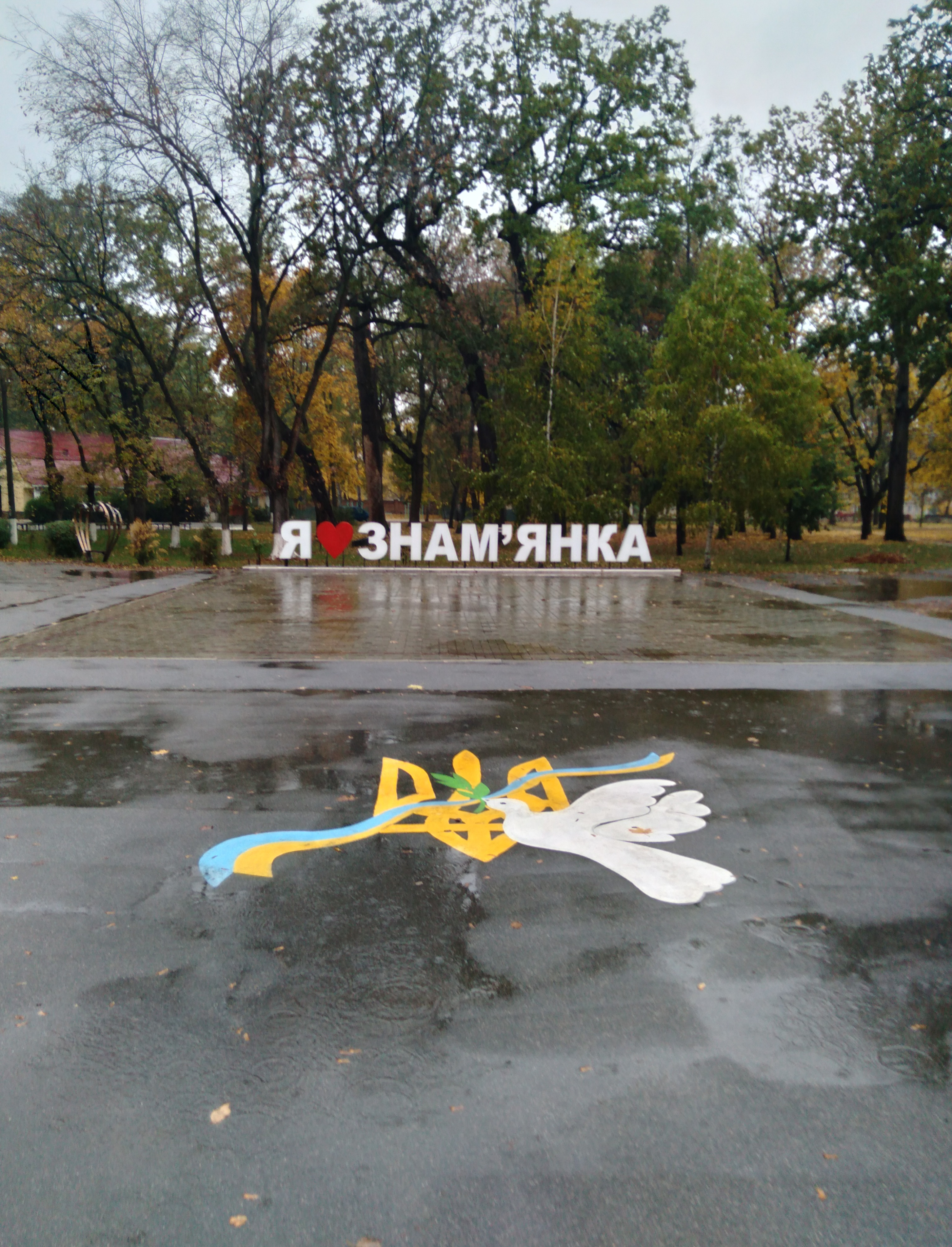
objet d'art "J'aime Znamianka"
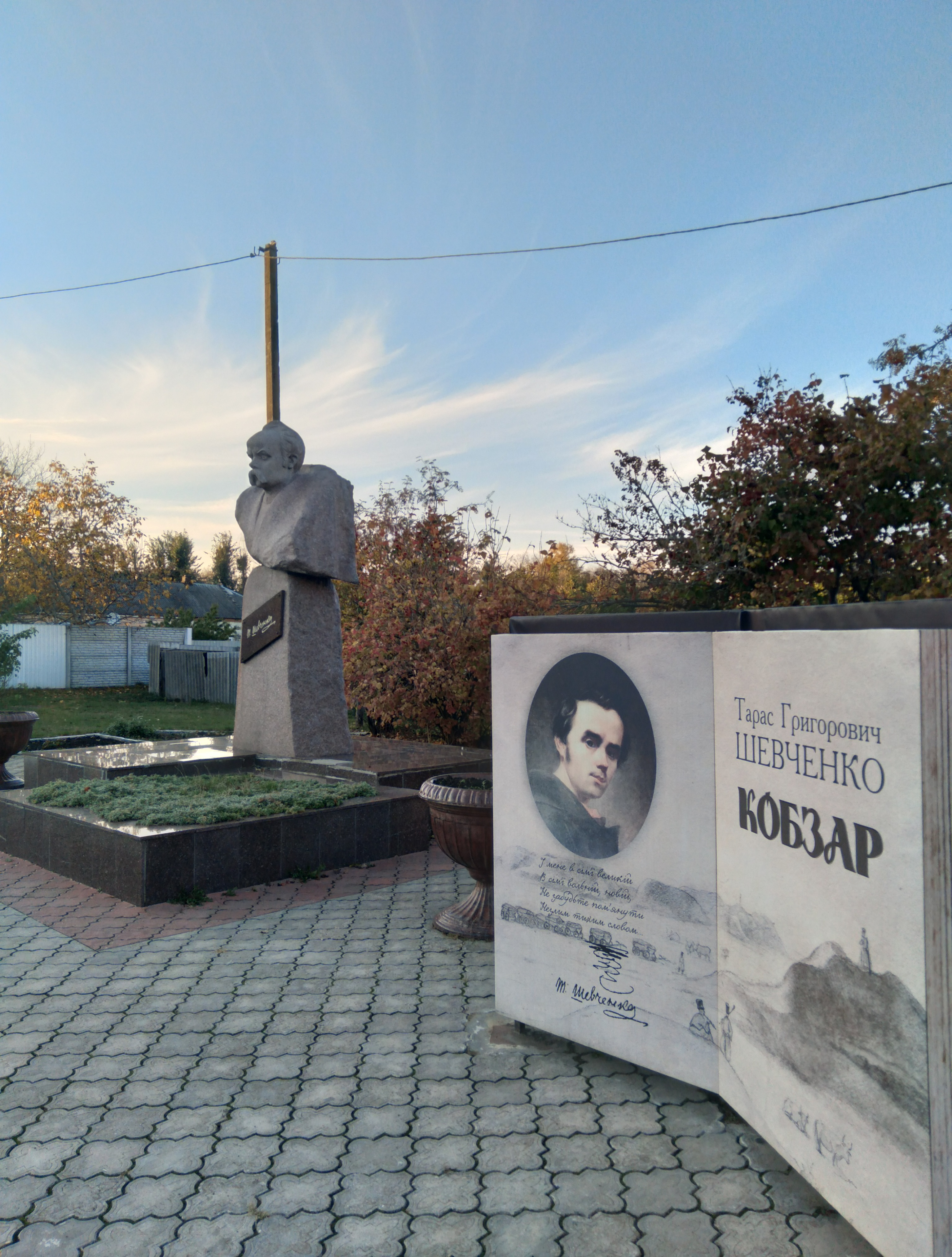
monument à Taras Chevtchenko
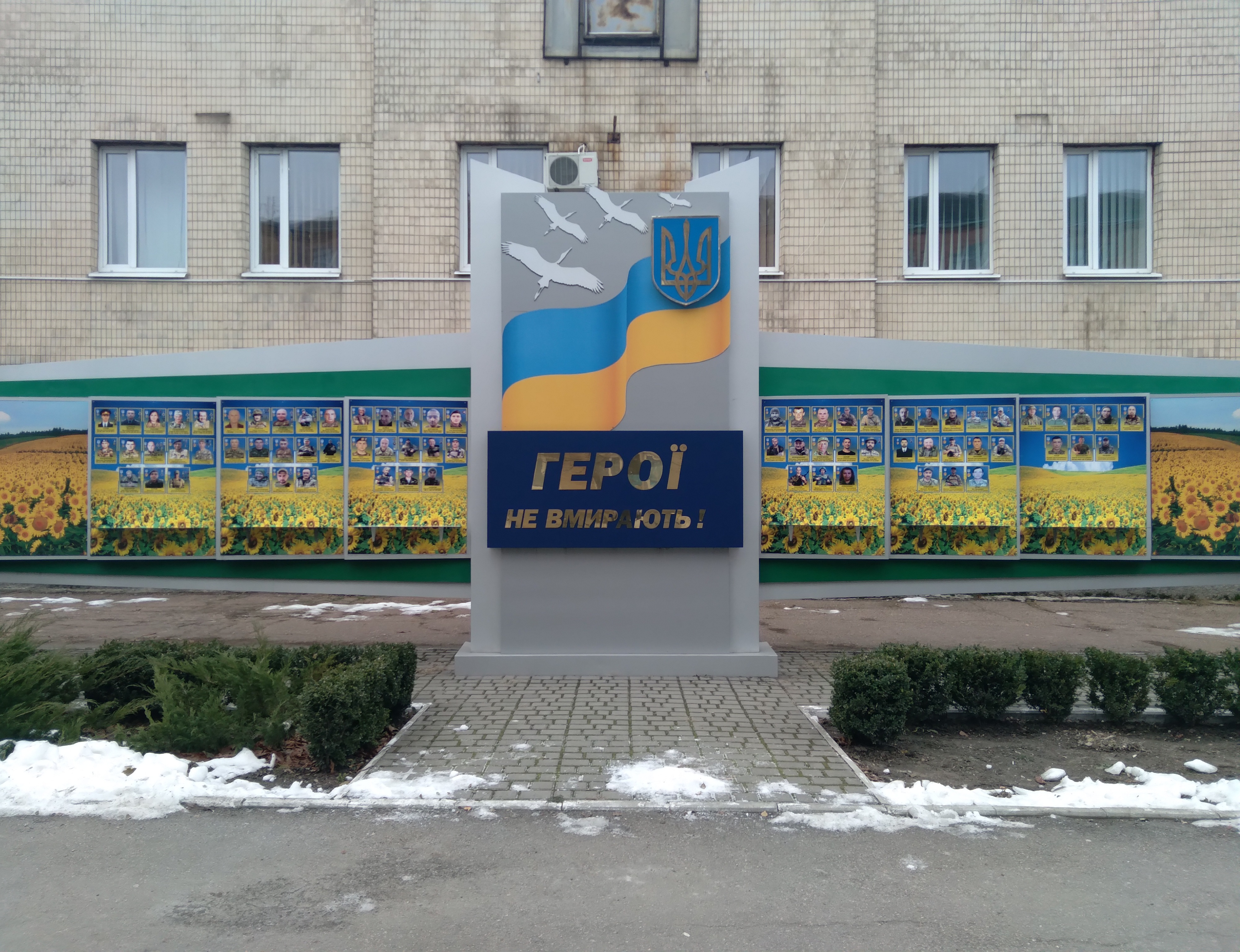
une plaque commémorative aux soldats morts pendant la guerre russo-ukrainienne
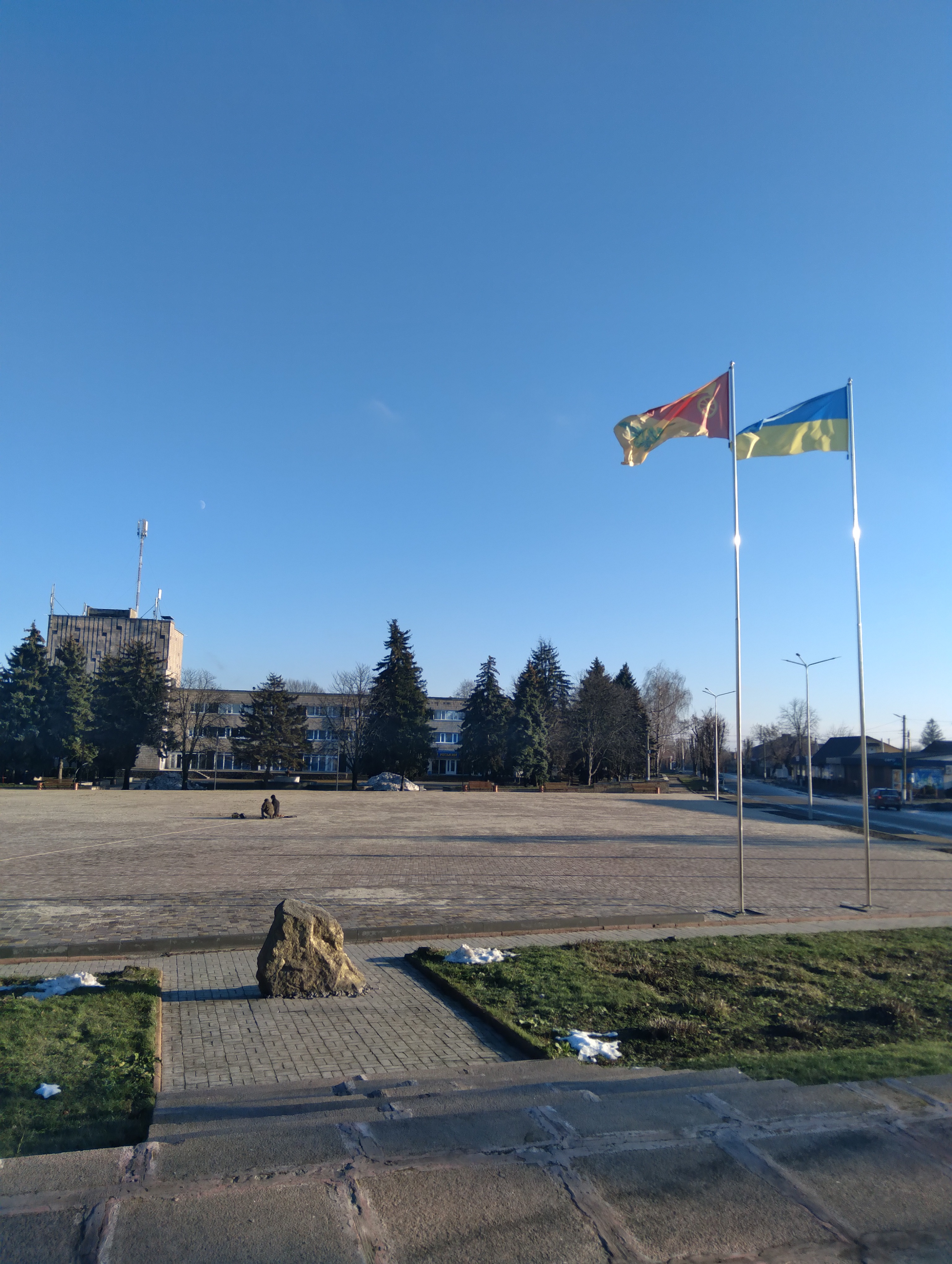
Place des Héros de l'Euromaidan
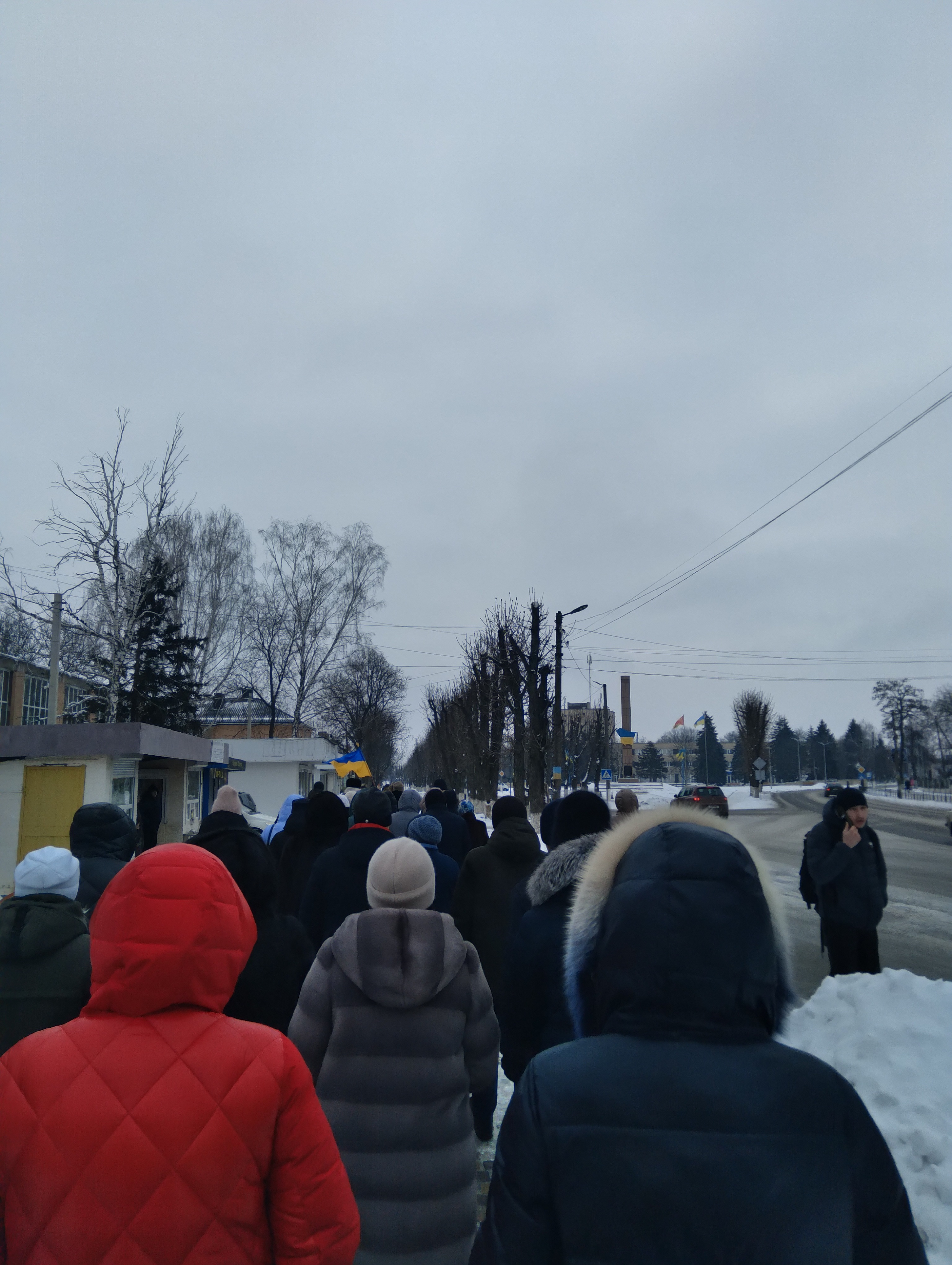
procession en l'honneur du 105e anniversaire de l'Acte d'unification
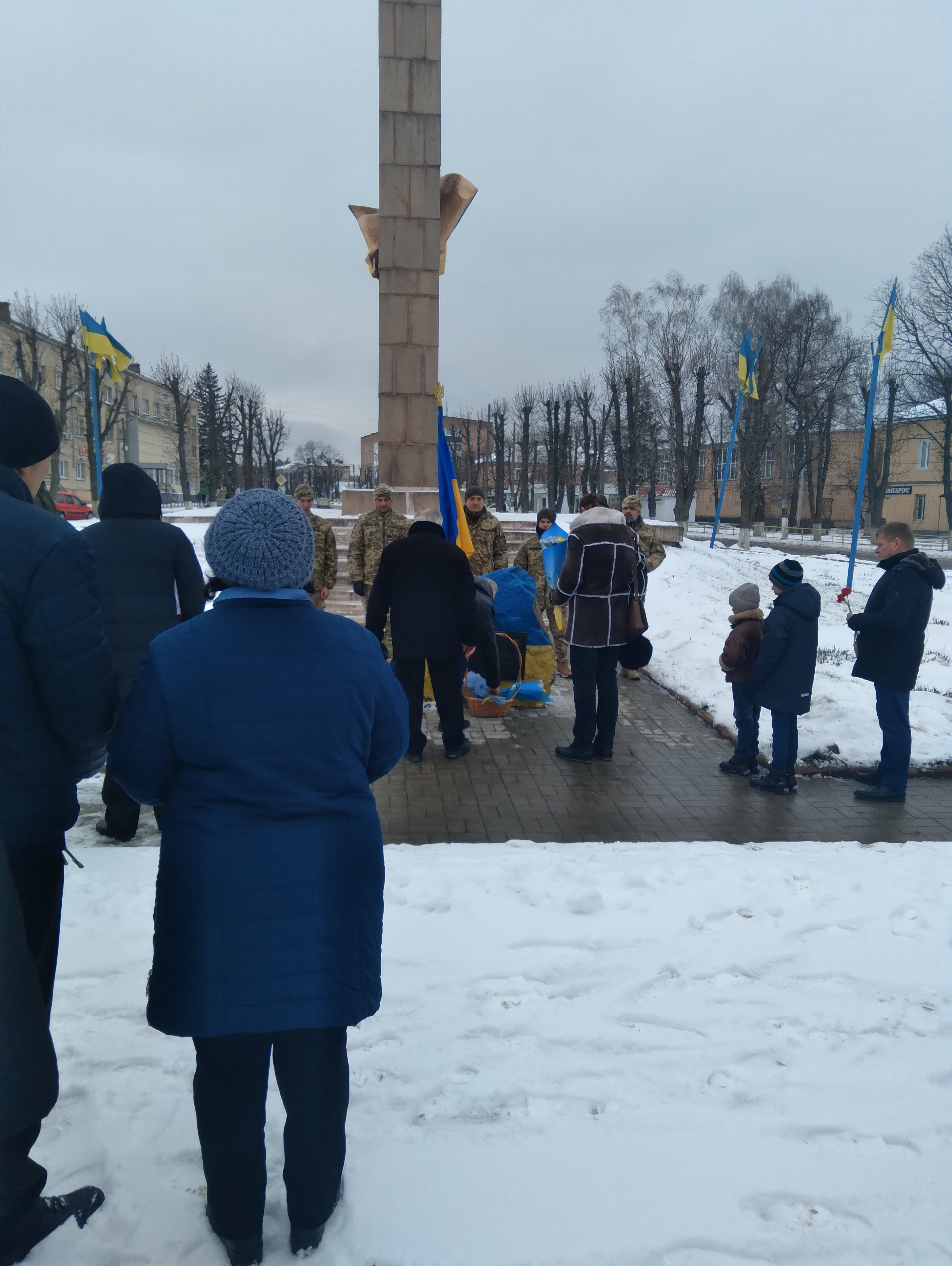
commémoration des héros morts pour l'Ukraine
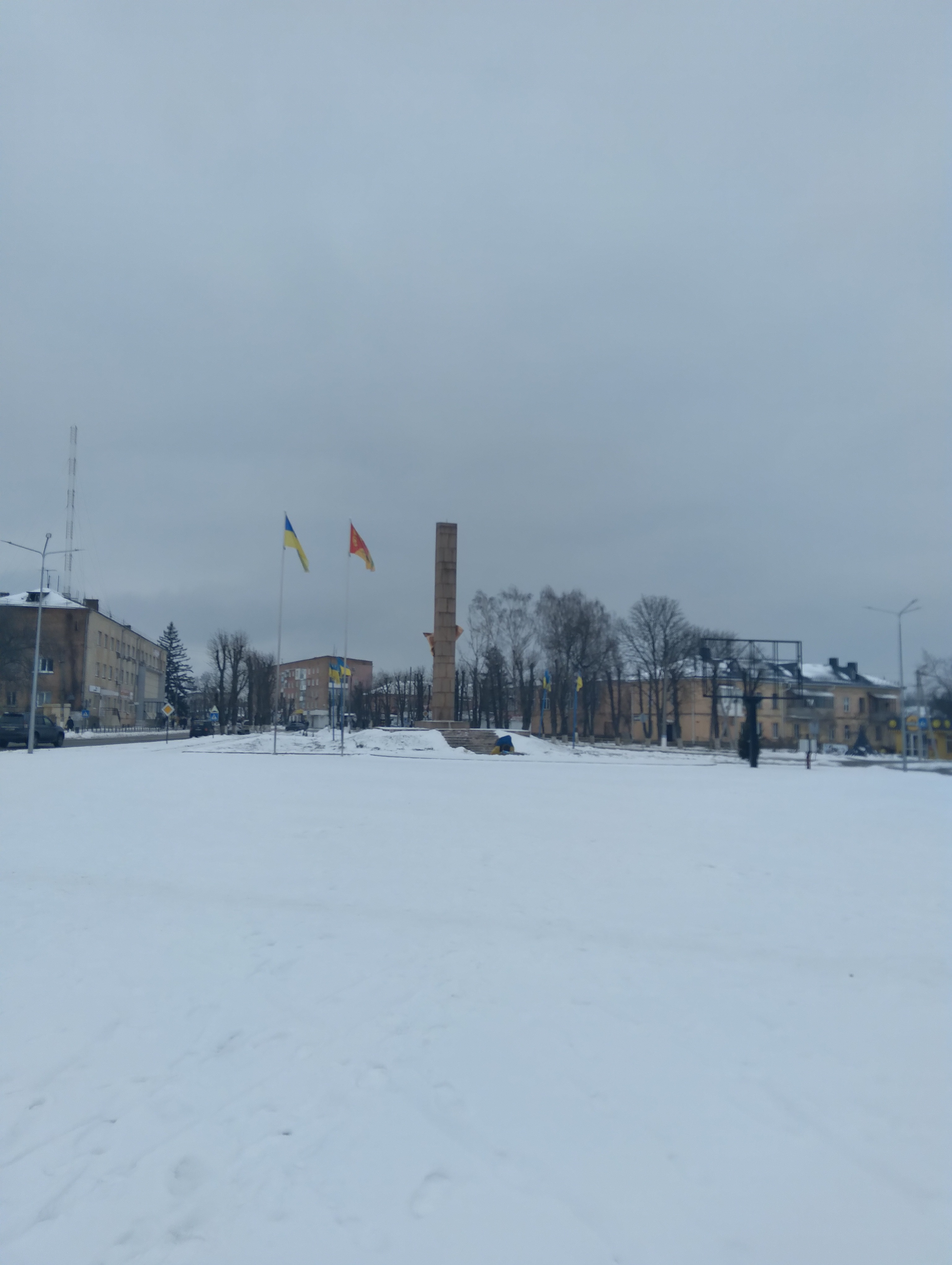
centre-ville en hiver